# دراغان لوفريتش
دراغان لوفريتش هو لاعب كرة قدم كرواتي في مركز الدفاع، ولد في 3 يناير 1996 في سبليت في كرواتيا. لعب مع كريفباس كريفي ريه ‏.

## وصلات خارجية
- دراغان لوفريتش على موقع قاعدة بيانات كرة القدم.إي يو (الإنجليزية)
- دراغان لوفريتش على موقع Soccerway.com (الإنجليزية)
- دراغان لوفريتش على موقع عالم كرة القدم.نت (الإنجليزية)